# Kyodai Makes the Big Time
Pour plus de détails, voir Fiche technique et Distribution.
Kyodai Makes the Big Time est un film néerlandais réalisé par Aryan Kaganof, sorti en 1992.

## Fiche technique
- Titre : Kyodai Makes the Big Time
- Réalisation : Aryan Kaganof
- Scénario : Aryan Kaganof
- Photographie : Joost van Gelder
- Montage : Wendela Scheltema
- Production : Aryan Kaganof
- Société de distribution : NFM/IAF (Pays-Bas)
- Pays :  Pays-Bas
- Genre : Drame
- Durée : 91 minutes
- Dates de sortie : 
  -  Pays-Bas : 1992

## Distribution
- Koos Vos : Kyodia
- Janica Draisma : Stephanie
- Ysabel Evers : Colette
- André Arend van de Noord : Jacques
- Daniel Daran : Jelle
- Jeff Babcock : Jeff
- Willy Jolly : Milo

## Distinctions
Le film a reçu 2 nominations aux Veaux d'or et a remporté les 2 prix : Meilleur film et Meilleure actrice pour Janica Draisma.